# Tobias Picker

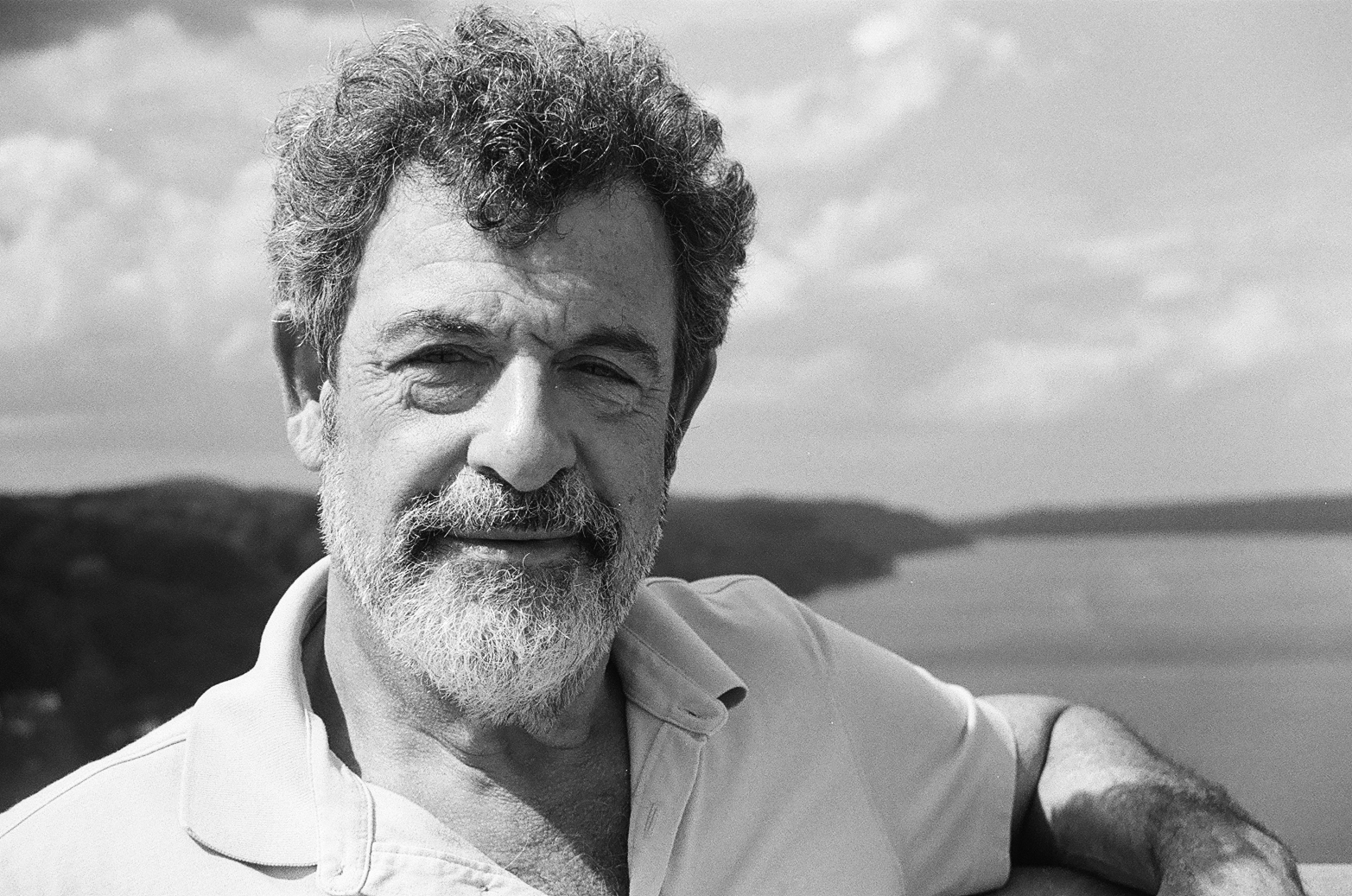
Tobias Picker, New York 2020

Tobias Picker (* 18. Juli 1954 in New York City) ist ein US-amerikanischer Komponist.
Zu seinen berühmtesten Werken gehören die Opern Emmeline, Fantastic Mr. Fox, Thérèse Raquin, An American Tragedy und Dolores Claiborne, die Orchesterstücke Old and Lost Rivers und The Encantadas sowie sein Ballett Awakenings nach dem Buch Zeit des Erwachens von Oliver Sacks.
Picker wurde vom Wall Street Journal als „Amerikas bester Komponist lyrischer Bühnenwerke“ und vom BBC Music Magazine als Vertreter eines „ausgesprochen beseelten Stils, der zu den Glanzpunkten der aktuellen Musikszene gehört“ gewürdigt. Er ist seit längerem am Tourette-Syndrom erkrankt. Seit 2016 ist Picker mit dem Schriftsteller und Arzt Aryeh Lev Stollman verheiratet.

## Leben

### 1954–1975: Anfänge und Ausbildung
Tobias Picker wurde als drittes und jüngstes Kind der Malerin und Modedesignerin Henriette Simon Picker und des Journalisten Julian Picker in New York geboren. Er ist verwandt mit dem Filmproduzenten David V. Picker, dem Unternehmer Harvey Picker, der ehemaligen Vorstandsvorsitzenden des American Film Institute, Jean Picker Firstenberg, sowie dem Kunstmäzen Stanley Picker, dem Filmschaffenden Jimmy Picker und dem Ökonomen Kenneth Rogoff.
Im Jahr 1962 begann Picker mit dem Klavierunterricht und schrieb seine ersten Kompositionen. Ein Briefwechsel mit dem Komponisten Gian Carlo Menotti ermutigte den achtjährigen Tobias zusätzlich, sein Kompositionsstudium weiter zu vertiefen.
Seine Lehrer machten ihn früh mit der Musik von Bach, Mozart, Beethoven, Chopin, Schumann und schließlich seinem Lieblingskomponisten Brahms vertraut. Zugleich wurde Picker in moderner Klassik geschult, welche ihn nachhaltig prägte. Durch die Werke seines Lehrers Charles Wuorinen, der ihn ab 18 unterrichtete, entdeckte Picker Elliott Carter, bei dem er später ebenfalls Unterricht nahm. Er setzte sich auch intensiv mit dem Schaffen von Boulez, Stravinsky und Stefan Wolpe auseinander.
Im Alter von elf Jahren wurde Picker in den Vorkurs der Juilliard School of Music aufgenommen, wo er Klavier- und Theoriestunden nahm. Mit 18 Jahren war Picker Begleitpianist am Martha Graham Center of Contemporary Dance. Im selben Jahr nahm er den Unterricht an der Manhattan School of Music unter Charles Wuorinen auf. Nach seinem Abschluss 1976 kehrte er an die Julliard School zurück, wo er den Kompositionsunterricht bei Elliott Carter verfolgte. Danach schloss Picker seine weiterführenden Studien an der Princeton University bei Milton Babbitt ab.

### 1976–1992: Erste Erfolge
1976, im Alter von 22 Jahren, schrieb Picker sein Sextett Nr. 3 im Auftrag des Ensembles Speculum Musicae, welches in der Alice Tully Hall im Lincoln Center uraufgeführt wurde. Zwei Jahre später schrieb Andrew Porter, der damalige Musikkritiker des «New Yorker», Picker sei «ein wahrer Schöpfer mit einer fruchtbaren, ungezwungenen Erfindungsader».
Im Alter von dreißig Jahren hatte Picker bereits mehrere Preise erhalten: er gewann unter anderem einen Unterstützungspreis des National Endowment of the Arts, den BMI Student Composer Awards, den Joseph H. Bearns Prize der Columbia University sowie ein Charles-Ives-Stipendium und ist Preisträger eines Guggenheim-Stipendiums.
Pickers Symphony No. 1 hatte 1983 Premiere an der San Francisco Symphony. Im gleichen Jahr spielte Picker als Solist sein Piano Concerto No. 2: Keys to the City, welches er im Auftrag der Stadt New York zum hundertjährigen Jubiläum der Brooklyn Bridge geschrieben hatte. 1983 wurde auch Pickers Stück «The Encantadas» im Auftrag des Albany Symphony Orchestra in Albany, der Hauptstadt des Bundesstaates New York, uraufgeführt. Zwei Jahre später wurde Picker Composer in Residence am Houston Symphony Orchestra in Texas. Dort schrieb er sein bekanntestes Werk Old and Lost Rivers sowie zwei Sinfonien und weitere Stücke. 1992 erhielt er den Preis der American Academy of Arts and Letters im Bereich Musik.

### Seit 1993: Opern, leitende Funktionen und weitere Karriereschritte

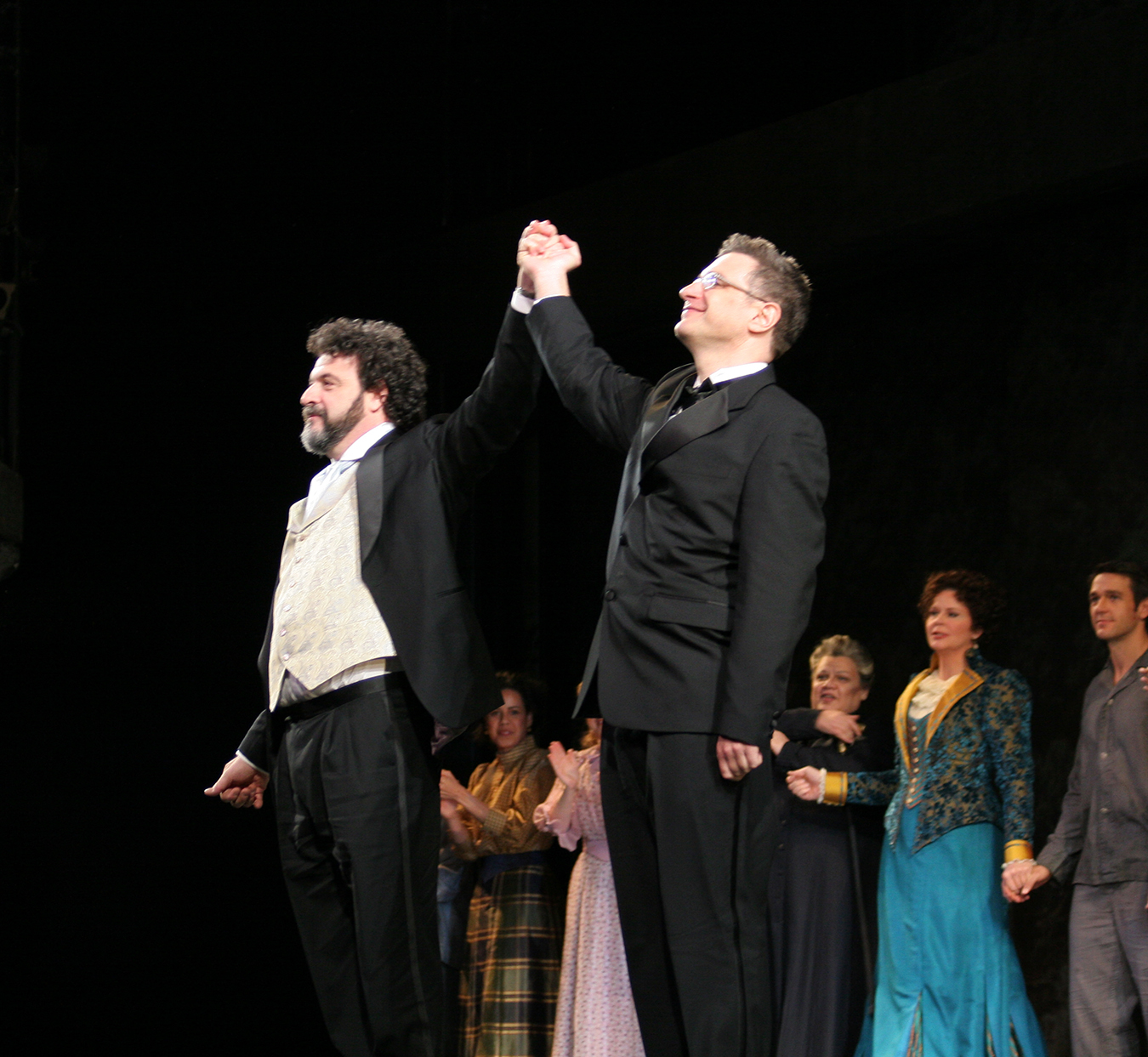
Tobias Picker und Gene Scheer nach der Premiere von An American Tragedy

Im Auftrag der Santa Fe Opera begann Picker 1993, seine erste Oper Emmeline zu schreiben. Als Librettist konnte er den Dichter und Literaturkritiker J. D. McClatchy für sich gewinnen. Emmeline feierte 1996 in Santa Fe Premiere. Zwei Jahre später wurde Pickers zweite Oper, Fantastic Mr. Fox, an der Los Angeles Opera uraufgeführt. Die erfolgreiche und mehrfach inszenierte Kinderoper wurde 2019 vom Boston Modern Orchestra Project und der Odyssey Opera Boston aufgenommen und unter dem Label Albany Records veröffentlicht. Die Aufnahme wurde 2020 mit dem Grammy für die beste Opernaufnahme ausgezeichnet.
Pickers dritte Oper, Therèse Raquin, nach dem gleichnamigen Roman von Émile Zola, wurde von der Dallas Opera, der San Diego Opera und der Opéra de Montrèal in Auftrag gegeben und feierte an ebendiesen Häusern 2001 Premiere.
Pickers vierte Oper An American Tragedy nach dem Buch von Theodore Dreiser wurde 2005 an der Metropolitan Opera in New York uraufgeführt. Eine geänderte Version wurde 2014 am Glimmerglass Festival in Cooperstown gespielt, dem zweitgrößten Opernfestival der USA. 2010 schrieb Picker sein Ballett Awakenings für die Rambert Dance Company, inspiriert durch Oliver Sacks’ Buch Zeit des Erwachens. Im selben Jahr wurde er einer der Gründer der neuen Opera San Antonio in Texas, wo er von 2010 bis 2015 die künstlerische Leitung übernahm. Im Jahre 2012 wurde er Mitglied auf Lebenszeit in der American Academy of Arts and Letters.
2013 hatte seine Oper Dolores Claiborne, basierend auf dem gleichnamigen Buch von Stephen King, an der San Francisco Opera Premiere. 2019 wurde Dolores Claiborne vom Boston University Opera Institute aufgenommen und unter dem Label Albany Records veröffentlicht. 2015 wurde Emmeline am Opera Theatre of Saint Louis aufgeführt. Das Opera Theatre of Saint Louis beauftragte Picker daraufhin mit seiner sechsten Oper, die wie sein Ballett Awakenings auf der Geschichte Zeit des Erwachens von Oliver Sacks basiert. Die geplante Premiere im Jahr 2020 musste wegen der COVID-19-Pandemie auf ein späteres Datum verschoben werden.
Seit 2016 ist Tobias Picker der künstlerische Leiter der Tulsa Opera in Oklahoma. Der Dokumentarfilm The Sound of Identity zeigt, wie Tobias Picker 2019 an der Tulsa Opera Mozarts Don Giovanni mit der trans Sängerin Lucia Lucas in der Titelrolle besetzte. Es war das erste Mal, dass eine trans Person auf einer großen amerikanischen Opernbühne eine Hauptrolle sang.

## Werke

### Instrumentalmusik
Tobias Pickers Werk umfasst Kompositionen aller Gattungen. Zu seinem Schaffen zählen unter anderem fünf Opern, drei Symphonien, drei Klavierkonzerte, Konzerte für Violine, Viola und Oboe, verschiedene Lieder, Streichquartette und Kammermusik. Er hat auch gemeinsam mit der Pianistin Ursula Oppens sein Klavierkonzert Keys to the City eingespielt.
Pickers sinfonische Werke einschließlich des Tongedichts Old and Lost Rivers wurden von verschiedenen namhaften Orchestern aufgeführt, darunter vier der bedeutenden Big Five der amerikanischen Klassikorchester: die New Yorker Philharmoniker, das Chicago Symphony Orchestra, das Cleveland Orchestra und das Philadelphia Orchestra. Pickers Musik wurde auch an großen europäischen Häusern gespielt, wie die BBC Philharmonic, die Münchner Philharmoniker, das Tonhalle-Orchester Zürich und das Radio-Symphonieorchester Wien. Sein Klavierkonzert Keys to the City sowie sein Cellokonzert und sein Orchesterstück And Suddenly it’s Evening wurden von Chandos Records herausgegeben. Das BBC Music Magazine bezeichnete daraufhin Pickers Musik als eines der «Glanzstücke der aktuellen Musikszene».
The Encantandas, ein Werk für Sprecher und Orchester, beinhaltet Textauszüge aus Herman Melvilles Beschreibungen der Galapagos-Inseln. Es wurde für das Label Virgin Classics vom Houston Symphony Orchestra aufgenommen und vom britischen Schauspieler Sir John Gielgud gesprochen.
Andere bedeutende Werke sind: Tres sonetos de amor – Liebesgedichte von Pablo Neruda, umgesetzt für Bariton und Orchester sowie Stimme und Piano, und The Blue Hula, ein Werk für ein Kammerensemble. Pickers Gesamtkatalog beinhaltet drei Sinfonien, vier Klavierkonzerte und Konzerte für Geige, Bratsche, Cello und Oboe.
Picker hat zahlreiche Kammerwerke komponiert. 2009 wurde sein String Concert No. 2 in der Merkin Concert Hall vom American String Quartet uraufgeführt. Im selben Jahr spielte die Pianistin Ursula Oppens die Premiere von Four Etudes for Ursula und Three Nocturnes for Ursula in der Baisly Powell Elebash Recital Hall der City University in New York. 2011 wurde Pickers Klavierquintett Live Oaks im Rahmen der Konzertreihe Composer Portraits im Miller Theater der Columbia University uraufgeführt. Es spielten das Signal Ensemble, Sarah Rothenberg und das Brentano String Quartet.

### Opern
- Emmeline (1996): In Auftrag gegeben und produziert von der Santa Fe Opera, wo auch die Premiere stattfand. Eine Filmaufnahme der Produktion wurde landesweit auf dem Sender PBS im Rahmen der Sendung Great Performances ausgestrahlt. Die Tonaufnahme wurde auf CD unter dem Label Albany Records veröffentlicht.[42]
- Fantastic Mr. Fox (1998): Pickers zweite Oper ist eine Adaption des gleichnamigen Buchs des norwegisch-walisischen Autors Roald Dahl. Sie wurde von der Los Angeles Opera in Auftrag gegeben, wo auch die Uraufführung stattfand. Picker hat zwei weitere Versionen geschrieben: Eine Version für ein Kammerensemble von sieben Instrumenten wurde 2010 an den Sommerfestspielen der Opera Holland Park in London aufgeführt.[43] Eine weitere Version mit reduzierter Orchestrierung wurde ebenfalls 2010 für die English Touring Opera geschrieben. Das Libretto wurde auch auf Deutsch übersetzt.[44] Die Aufnahme des Boston Modern Orchestra Project gewann 2019 den Grammy für die beste Opernaufnahme.[45]
- Thérèse Raquin (1999/2000): Pickers dritte Oper wurde in Zusammenarbeit mit dem Librettisten Gene Scheer geschrieben und ist eine Adaption des gleichnamigen Buches von Émile Zola. Sie wurde von mehreren Opernhäusern gemeinsam in Auftrag gegeben, darunter die Dallas Opera, die San Diego Opera und die Opéra de Montréal. Die Premiere wurde aufgenommen und 2001 unter dem Musiklabel Chandos Records herausgegeben.[46] Picker erhielt einen neuen Auftrag vom Opera Theatre Europe für eine reduziert orchestrierte Version, welche 2006 am Linbury Studio des Royal Opera House in Covent Garden uraufgeführt wurde.[47]
- An American Tragedy (2005/2006) schrieb Picker ebenfalls mit dem Librettisten Gene Scheer.[48] Auftraggeber war die Metropolitan Opera in New York. Die Vorlage seiner vierten Oper ist der Roman Eine amerikanische Tragödie von Theodore Dreiser. Die Weltpremiere fand am 2. Dezember 2005 statt. Es sangen Patricia Racette, Nathan Gunn, Susan Graham und Dolora Zajick in den Hauptrollen. Regie führte Francesca Zambello. Es dirigierte James Conlon.[49]
- Dolores Claiborne (2013): Die San Francisco Opera war Auftraggeberin für Pickers fünfte Oper, die im September 2013 aufgeführt wurde. Das Libretto, basierend auf dem Roman Dolores von Stephen King, schrieb J. D. McClatchy.[50]
- Awakenings (2020): Pickers sechste Oper, nach dem Buch Zeit des Erwachens von Oliver Sacks wurde vom Opera Theatre of Saint Louis in Auftrag gegeben. Das Libretto schrieb Aryeh Stollmann. Die Premiere musste wegen der COVID-19-Pandemie auf ein noch unbestimmtes Datum verschoben werden.[51]
- Lili Elbe (2021): Mit seiner siebten Oper (Libretto: Aryeh Lev Stollman) schuf Picker die weltweit erste große Oper über eine Transperson. Sie behandelt die Lebensgeschichte der dänischen Malerin Lili Elbe, die als Einar Mogens Andreas Wegener geboren wurde und 1930/31 zu den ersten Personen gehörte, die sich in Deutschland einer geschlechtsangleichenden Operation unterzogen. Die Uraufführung fand am 22. Oktober 2023 im frisch renovierten Theater St. Gallen statt.[52]

### Weitere Bühnenwerke

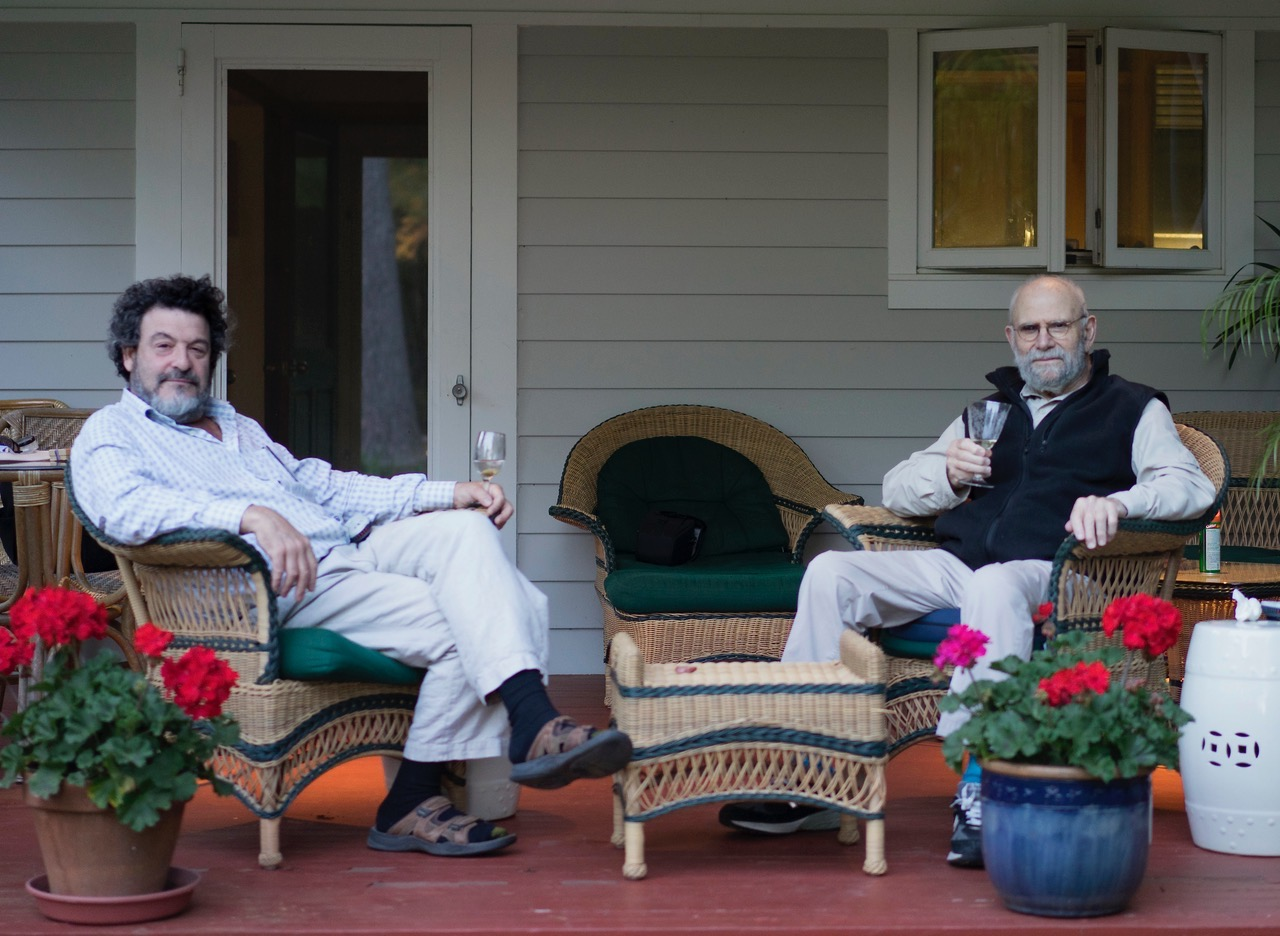
Tobias Picker und Oliver Sacks

Picker komponierte sein erstes Ballett, Awakenings, 2010 im Auftrag der Londoner Rambert Dance Company. Das Stück feierte im Lowry Arts Center in Salford im September 2010 Premiere. Rambert ging mit dem Stück in Großbritannien auf Tournee, wo 2010 bis 2011 über 80 Aufführungen stattfanden.

## Künstlerische Zusammenarbeit
Tobias Picker arbeitet mit einem großen Netzwerk an namhaften Produzenten und Künstlern. So haben die Regisseure Francesca Zambello (Emmeline, An American Tragedy, Thérèse Raquin), James Robinson (Dolores Claiborne, Emmeline, Awakenings) und Lee Blakeley sowie die Autoren und Librettisten J. D. McClatchy (Emmeline, Dolores Claiborne) und Gene Scheer (Thérèse Raquin, An American Tragedy) wiederholt mit ihm zusammengearbeitet oder seine Werke inszeniert.
Weitere Autoren, mit denen Tobias Picker als Librettisten zusammenarbeitete, sind: Der offizielle Biograf des Autors Roald Dahl, Donald Sturrock (Fantastic Mr. Fox) und Aryeh Lev Stollmann (Awakenings), und die Dichter Richard Howard und W.S. Merwin.
Picker hat auch mit mehreren renommierten Dirigenten zusammengearbeitet, so unter anderem mit Christoph Eschenbach, Leon Botstein, Peter Ash, James Conlon, Sergiu Commissiona, Edo De Waart, Lukas Foss, Giancarlo Guerrero, James Levine, George Manahan, Kurt Masur, Gil Rose, John Williams und Pinchas Zukerman.
Auch verfolgte er wiederholt Zusammenarbeiten mit verschiedenen Pianisten, wie zum Beispiel Jeremy Denk, Peter Serkin, Emmanuel Ax und Ursula Oppens, welche seit 1977 Pickers Werke spielt. Dazu kommen der Violist Paul Neubauer, die Cellisten Lynn Harrell und Paul Watkins und die Flötistin Carol Wincenc. Ebenso arbeitete Picker mit den Sopranistinnen Judith Bettina und Patricia Racette. Des Weiteren hat er mit folgenden Sängern zusammengearbeitet: William Burden, Gerald Finley, Elizabeth Futral, Susan Graham, Nathan Gunn, Lucia Lucas, Jennifer Larmore, Diana Soviero und Dolora Zajick.

## Privatleben

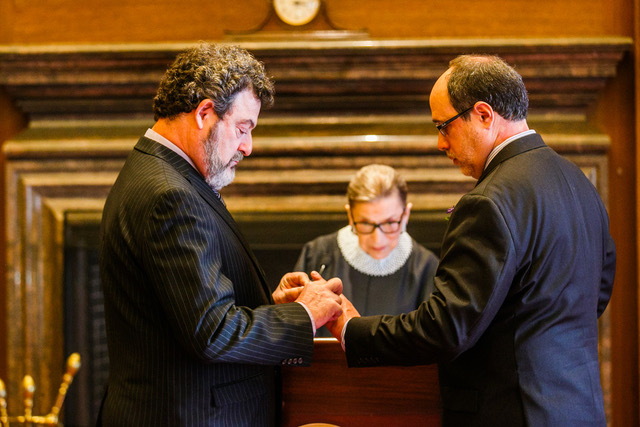
Picker, Aryeh Lev Stollman und Ruth Bader Ginsburg

Seit 1980 ist Tobias Picker mit dem Autor Aryeh Lev Stollmann liiert. Sie wurden am 9. März 2016 am Obersten Gerichtshof der Vereinigten Staaten von der Bundesrichterin Ruth Bader Ginsburg standesamtlich getraut.
Picker hat seit seiner Kindheit das Tourette-Syndrom. Er sagt, dass in seiner Musik «tourettische» Elemente vorhanden sind. Picker wurde im BBC-Horizon-Dokumentarfilm Mad But Glad porträtiert, wo eine Verbindung zwischen seinem kreativen Schaffen und seinem Tourette-Syndrom untersucht wurde. Picker hat sich zeitlebens auch in Mentorenprogrammen für Kinder mit dem Tourette-Syndrom eingesetzt.
Tobias Picker leidet unter Tics, die jeweils verschwinden, wenn er komponiert, Klavier spielt oder dirigiert. Er sagt: «Mein Leben wird von meinem Tourette-Syndrom bestimmt, aber mittels meiner Musik kann ich es kontrollieren. Ich habe seine Energie gebündelt: Ich spiele damit, manipuliere es, trickse es aus, imitiere es künstlerisch, fordere es heraus, erforsche es, nutze es, wie ich es nur kann.»

## Tonträger (Auswahl)
- Opera Without Words/The Encantadas (Naxos, 2020)
- Fantastic Mr. Fox (BMOP Sound, 2019)[102]
- Invisible Lilacs (Tzadik Records, 2014)
- Keys to the City (Wergo, 2008)
- Old and Lost Rivers (Virgin Classics, 2007)
- Songs and Encores (Bridge Records, 2006)
- Symphony No. 2, String Quartet No. 1 (First Edition, 2004)
- Keys to the City, And Suddenly It’s Evening, and Cello Concerto (Chandos Records, 2003)
- Thérèse Raquin (Chandos Records, 2001)
- Emmeline (Albany Records, 1998)
- The Encantadas (Virgin Records, 1998)

Weitere Aufnahmen von Tobias Pickers Musik sind bei Sony Classics, Virgin, Nonesuch Records, Ondine, Bridge und First Edition sowie weiteren Labels erhältlich.